# Kristóf Katalin (énekes)
Kristóf Katalin (1975. március 29. –) erdélyi származású magyar énekesnő.

## Zenei pályafutása
1997 augusztus 31-én lépett fel első alkalommal a TCP együttes táncosaként Erdélyben, Csíkszeredában, egy termékbemutatón. Az együttes alapítója, Szászem akkoriban éppen énekesnőt keresett és készített egy próbafelvételt Katalinnal - azóta együtt dolgoznak a mai napig.
Több együttes énekesnőjeként vált ismertté. 1997-től napjainkig énekel a TCP (régebben The Cool Project) dance-zenei együttes alaptagjaként. Szólókarriert indított 2001-ben. Másik társával, Milannal "piaci nyomásra" Neoton-slágereket is énekel 2002 óta. Sokoldalúságát megmutatandó, aktív részt vállalt 2003-tól a Capriccio nevű együttesben, amely hiphop, reggae, soul és r'n'b dalokat is játszik. Vokalistaként hallható Klemy és más előadók albumain.
2011-ben Milannal új projektet hoztak létre, mellyel a gyimesi népzenét kívánják minél szélesebb körben megismertetni. Időközben felfedezik, hogy a gyimesi zene a nagyközönség számára nehezen érthető, ezért képbe kerülnek a könnyedebb magyar népdalok is. Az élő hegedűjátékkal fűszerezett modern hangzású dalok 2012 áprilisában jelentek meg CD-n Magyarországon. A CD címe Csillagok, csillagok. Ez Katalin tizedik hivatalosan kiadott, jubileumi nagylemeze. A produkciót felkarolta a magyarországi műholdas Nóta TV is.
A televízió és a közönség kérésének eleget téve Milannal 2013-ban a népszerű modern mulatós műfajt helyezték előtérbe és megjelentettek egy ismert mulatós dalokból álló CD-t, címe Új a csizmám. A telet pedig egy popdal videóklipjével köszöntötték (Hópehely), melyet régi producerük, Szászem írt és forgatott.
Munkásságának huszonötödik esztendejében átvehette az Emberi Hang-díjat.

## Díjai
- 2001: Az év szólóalbuma ("Visszavárlak" - AIK Díjkiosztó Fesztivál, Csíkszereda)
- 2001: Minden idők legjobb erdélyi dance-csapata (TCP együttes - AIK Díjkiosztó Fesztivál, Csíkszereda)
- 2012: Az év legjobb pop-csapata (Kristóf Katalin és Milan - TMA Díjkiosztó Fesztivál, Sepsiszentgyörgy)
- 2013: Az év legjobb etno-dance előadója (Kristóf Katalin és Milan - TMA Díjkiosztó Fesztivál, Székelyudvarhely)
- 2022: Emberi Hang-díj (IX: Emberi Hang Díjátadó Gála, Örkény)

## Diszkográfia
- 1998: TCP - Utazás (Dancs Market Records)
- 2000: TCP - Valahol van 1 hely (Dancs Market Records)
- 2001: Kristóf Katalin - Visszavárlak (Euro Music)
- 2001: Kristóf Katalin Karácsony (Euro Music)
- 2002: Kristóf Katalin és Milan - Holnap hajnalig (Euro Music)
- 2003: Kristóf Katalin - Egy hang a szívemben (Euro Music)
- 2004: TCP - Ma én leszek veled (Euro Music)
- 2004: Capriccio - Kenyéren a lekvár (Euro Music)
- 2009: Kristóf Katalin - Várlak mindennap (Dancs Market Records)
- 2012: Kristóf Katalin és Milan - Csillagok, csillagok (Hidvégi Records)
- 2013: Kristóf Katalin és Milan - Új a csizmám (Hidvégi Records)

## Videóklipjei
- 2005: TCP - Olvadjon a jég
- 2005: TCP - Élvezd a percet
- 2006: Capriccio - Nem számít
- 2007: TCP - Táncolj velünk még
- 2008: Kristóf Katalin és László I. Attila - A tél vitt el
- 2009: Kristóf Katalin - Várlak mindennap
- 2012: Kristóf Katalin és Milan - Csillagok, csillagok
- 2013: Kristóf Katalin és Milan - Rózsa, rózsa, labdarózsa levele
- 2013: Kristóf Katalin és Milan - Hópehely
- 2014: Kristóf Katalin és Milan - Hogyha nékem
- 2015: Kristóf Katalin és Milan - Minek a szerelem
- 2020: Kristóf Katalin - Új nap vár
- Kristóf Katalin és Milán - Hozzám Tartozol

## Külső hivatkozások
- Kristóf Katalin énekesnő honlapja
- Kristóf Katalin hivatalos Facebook-rajongói lapja
- Kristóf Katalin és Milan
- Kristóf Katalin videóklipjei a MediaCentrum hivatalos YouTube-oldalán